# Lepidiota nigricollis
Lepidiota nigricollis är en skalbaggsart som beskrevs av Kirsch 1877. Lepidiota nigricollis ingår i släktet Lepidiota och familjen Melolonthidae. Inga underarter finns listade i Catalogue of Life.